# Peter Crawford
Peter Crawford, (Mount Isa, 6 de novembro de 1979) é um basquetebolista australiano que atualmente está sem clube e seu último clube o  Adelaide 36ers disputando a NBL. O atleta possui 1,93m, pesa 88kg e atua na posição armador. 